# Гаф-Вей-Три
Гаф-Вей-Три (англ. Half Way Tree, ям. креол Aafwe Chrii) — передмістя Кінгстону, адміністративний центр округу Сент-Ендрю, Ямайка.